# Cenacrum
Cenacrum, monotipski rod crvenih algi iz porodice Faucheaceae, dio reda Rhodymeniales. Opisan je 1979. i taksonomski je priznat. 
Jedini predstavnik je morska alga C. subsutum kod otoka Macquarie (Ricker 1987), i Tini Heke ili Snares (Ricker 1987) i obala Novog Zelanda i Australije (Ricker 1987, Adams 1994, Nelson 2012).